# 霍恩巴赫河
50°53′1.03″N 7°14′49.63″E / 50.8836194°N 7.2471194°E
霍恩巴赫河（德語：Hohner Bach），是德國的河流，位於該國西部，地點處於北萊茵-威斯特法倫州，該河流屬於阿格河的左支流，流經洛馬爾，河道全長2.1公里。